# Dreaming of You
Dreaming of You ist das letzte Studioalbum der amerikanischen Sängerin Selena. Es erreichte 1995 die Spitze der Billboard 200.

## Geschichte
Nach dem Erfolg des spanischsprachigen Albums Amor Prohibido plante die Amerikanerin mit mexikanischen Wurzeln den Durchbruch in den Vereinigten Staaten mit einem englisch eingesungenen Album. Die englischsprachigen Lieder wurden von unter anderem von Diane Warren, David Byrne, Keith Thomas und Tom Snow komponiert.
Das Album enthält außer den englischen Titeln zwei klassische Mariachi-Nummern und das zweisprachige Duett God’s Child (Baila Conmigo) mit David Byrne. Der Song wurde von Michael Kamen für den Film Don Juan DeMarco verwendet, in dem Quintanilla-Perez eine Nebenrolle hatte. Der Rest des Albums besteht aus Remix-Versionen von Selenas lateinamerikanischen Popsongs. Die Sängerin wurde im März 1995, noch während der Produktion, nach einem Streit erschossen.

## Titelliste
1. I Could Fall in Love – 4:42
2. Captive Heart – 4:24
3. I’m Getting Used to You – 4:03
4. God’s Child (Baila Conmigo) – 4:16
5. Dreaming of You – 5:15
6. Missing my Baby – 4:13
7. Amor Prohibido – 2:56
8. Wherever You Are (Donde Queria Que Estes) – 4:29
9. Techno Cumbia – 4:45
10. El Toro Relajo – 2:20
11. Como La Flor – 3:05
12. Tu, Solo Tu – 3:13
13. Bidi Bidi Bom Bom – 3:42

## Rezeption
Stephen Thomas Erlewine von Allmusic vergibt einen Album Pick und meint, dass Selena Balladen genauso gut singen könne wie Popsongs. Er hält das Album für ein „kraftvolles – und berührendes – Vermächtnis ihres Talentes“ („a powerful – and touching – testament to her talents“).

## Kommerzieller Erfolg

### Chartplatzierungen
| ChartsChartplatzierungen             | Höchstplatzierung | Wochen |
| ------------------------------------ | ----------------- | ------ |
| Vereinigte Staaten (Billboard)       | 1 (49 Wo.)        | 49     |
| Vereinigte Staaten (Billboard Latin) | 1 (106 Wo.)       | 106    |

### Auszeichnungen für Musikverkäufe
| Land/Region               | Auszeichnungen für Musikverkäufe (Land/Region, Auszeichnung, Verkäufe) | Verkäufe    |
| ------------------------- | ---------------------------------------------------------------------- | ----------- |
| Kanada (MC)               | Gold                                                                   | 50.000      |
| Vereinigte Staaten (RIAA) | 3× Platin                                                              | (3.000.000) |
| Vereinigte Staaten (RIAA) | 6× Diamant + 2× Platin (Latin)                                         | 3.720.000   |
| Insgesamt                 | 1× Gold · 5× Platin · 6× Diamant ·                                     | 3.770.000   |